# هانتس پوینت (واشینگتن)
هانتس پوینت، واشینگتن (انگلیسیHunts Point, Washington) شهری است در ایست ساید، ناحیه‌ای از کینگ کانتی، واشینگتن در ایالات متحده و بخشی از منطقه شهری سیاتل می‌باشد. این شهر در شبه جزیره ای کوچک در دریاچه واشینگتن قرار دارد و در مجاورت حومه مدینا (جنوب غربی)، کلاید هیل (جنوب) و یاررو پوینت (که سمت شرق شبه جزیره دیگر) در شمال شرقی کرکلند و در شرق شهر بله ویو قرار دارد. در سال ۲۰۱۰ به موجب سرشماری، جمعیت شهر ۳۹۴ نفر بوده‌است.